# Masevaux-Niederbruck
Masevaux-Niederbruck (Deutsch Masmünster-Niederbruck, Elsässisch Màsmìnschter-Nìderbrucke) ist eine französische Gemeinde mit 3615 Einwohnern (Stand: 1. Januar 2022) im Département Haut-Rhin in der Region Grand Est. Der Ort gehört zum Arrondissement Thann-Guebwiller und zum Kanton Masevaux-Niederbruck. Zudem ist die Gemeinde Teil des 2001 gegründeten Gemeindeverbands Vallée de la Doller et du Soultzbach.
Die Gemeinde entstand mit Wirkung vom 1. Januar 2016 als Commune nouvelle durch die Vereinigung der bisherigen Gemeinden Masevaux und Niederbruck. Das Rathaus (Hôtel de ville) der neuen Gemeinde befindet sich im Gebäude des bisherigen Rathauses von Masevaux.

## Geografie
Masevaux-Niederbruck, am Fluss Doller, liegt im Regionalen Naturpark Ballons des Vosges rund 26 Kilometer westlich von Mülhausen im Süden des Départements Haut-Rhin an der Grenze zum Département Territoire de Belfort. Die Gemeinde besteht aus den Siedlungen Houppach, Masevaux, Niederbruck und Stoecken sowie Einzelgehöften. Im Südteil der Gemeinde liegt der Lac Bleu. Weite Teile der Gemeinde sind bewaldet. Höchster Punkt der Gemeinde ist der Rossberg ganz im Norden.  
Nachbargemeinden sind Moosch im Norden, Bourbach-le-Haut im Nordosten und Osten, Lauw und Le Haut Soultzbach im Südosten, Leval und Rougemont-le-Château (beide im Département Territoire de Belfort) im Südwesten, Lamadeleine-Val-des-Anges (im Département Territoire de Belfort) im Westen sowie Kirchberg im Nordwesten.

## Bevölkerungsverteilung und -fortschreibung
| Ortsteil                | ehemaliger INSEE-Code | Fläche (km²) | Höhenlage (m) | Einwohnerzahlen (Census) | Einwohnerzahlen (Census) | Einwohnerzahlen (Census) | Einwohnerzahlen (Census) | Einwohnerzahlen (Census) | Einwohnerzahlen (Census) | Einwohnerzahlen (Census) | Einwohnerzahlen (Census) | Einwohnerzahlen (Census) | Einwohnerzahlen (Census) | Einwohnerzahlen (Census) |
| Ortsteil                | ehemaliger INSEE-Code | Fläche (km²) | Höhenlage (m) | 1962                     | 1968                     | 1975                     | 1982                     | 1990                     | 1999                     | 2006 1                   | 2008 2                   | 2011 1                   | 2013 2                   | 2016 3                   |
| ----------------------- | --------------------- | ------------ | ------------- | ------------------------ | ------------------------ | ------------------------ | ------------------------ | ------------------------ | ------------------------ | ------------------------ | ------------------------ | ------------------------ | ------------------------ | ------------------------ |
| Masevaux                | 68201                 | 23,21        | 395–1190      | 3326                     | 3385                     | 3601                     | 3328                     | 3267                     | 3329                     | 3232                     | 3255                     | 3338                     | 3343                     | 3367                     |
| Niederbruck.            | 68233                 | 3,78         | 420–950       | 249                      | 275                      | 305                      | 352                      | 364                      | 369                      | 436                      | 448                      | 474                      | 454                      | 433                      |
| Masevaux-Niederbruck000 | 68201                 | 26,99        |               | 3575                     | 3660                     | 3906                     | 3680                     | 3631                     | 3698                     | 3668                     | 3703                     | 3812                     | 3797                     | 3800                     |

RP: Recensement de la population (Volkszählung, Census)

Die (Gesamt-)Einwohnerzahlen der Gemeinde Masevaux-Niederbruck wurden durch Addition der einzelnen Ortsteile, d. h. der ehemaligen selbständigen Gemeinden ermittelt.